# Unzent
Unzent é uma comuna francesa na região administrativa de Occitânia, no departamento de Ariège. Estende-se por uma área de 7,9 km². Em 2010 a comuna tinha 121 habitantes (densidade: 15,3 hab./km²).